# Wissenschaftstheorie der Theologie
Als Wissenschaftstheorie der Theologie wird ein Teilgebiet der Fundamentaltheologie bezeichnet, indem theologische Aussagen und Forschungen im Rahmen einer Selbstreflexion daraufhin geprüft werden, inwiefern sie wissenschaftlichen Standards genügen. Sie stellt daher zum einen eine Anwendung der allgemeinen Wissenschaftstheorie auf theologische Forschung dar, zum anderen umfasst sie Programme, die eine spezifische Wissenschafts- oder Erkenntnistheorie unter den Bedingungen bestimmter theologischer Vorannahmen erarbeiten.
Die Eigenständigkeit der Theologie als wissenschaftliche Disziplin wird gelegentlich bestritten, da viele Gebiete, die sie im Universitätsbetrieb behandelt, auch spezielle Gegenstände der Geschichtswissenschaft, Philologie, Philosophie, Anthropologie, Psychologie und Soziologie sind. Eine Wissenschaftstheorie der Theologie hat daher immer auch zu zeigen, was die Einheit der Theologie und eine Besonderheit im Zugang zu diesen Gegenständen ausmacht. Oft wird hier die Beziehung zu Gott als das eigentliche Spezifikum genannt. Eine zentrale Aufgabe der Wissenschaftstheorie der Theologie ist, zu zeigen, wie theologische Aussagen gewonnen und begründet werden können. Insofern Theologie faktisch meist innerhalb von Konfessionen betrieben wird, ist daher zudem intrinsisch zu begründen, ob und wie sich die Wahrheitsansprüche der unterschiedlichen Religionen und Konfessionen mit einer einheitlichen Methodik der Theologie vereinbaren lassen. Dem steht der Ansatz von Friedrich Schleiermacher gegenüber, nach dem Theologie überhaupt keinen eigenen Gegenstandsbereich hat: ihr Wissen werde lediglich durch einen gemeinsamen Zweck zusammengehalten, den Schleiermacher im „kirchenleitenden Handeln“ sieht.
Dieser Artikel stellt hingegen Ansätze dar, die den Sinn und die Möglichkeit einer eigenen Wissenschaftstheorie der Theologie verfechten, insbesondere den Ansatz von Wolfhart Pannenberg und Gerhard Sauter.

## Gegenstand der Theologie

### Gott als Gegenstand der Theologie bei Pannenberg
Laut Wolfhart Pannenberg kann Theologie als Wissenschaft nur als Wissenschaft von Gott angemessen begriffen werden. Diese wird zunächst konfessionslos betrieben: Die Wissenschaft vom Christentum beispielsweise gründet auf der Wissenschaft von Gott, ist aber nicht mit ihr identisch.
Dass die Existenz Gottes umstritten ist, ist fast trivial. Pannenberg sieht die Gottesfrage offen und unabgeschlossen. Der Gegenstand der Theologie fußt in diesem Problembewusstsein. Damit umgeht Pannenberg die Aporien einer dogmatischen positiven Theologie. Doch obwohl Gott nicht beobachtbar ist, gibt es Überprüfbarkeit bei Aussagen über Gott. Der Gedanke Gott ist an der erfahrenen Wirklichkeit von Mensch und Welt zu bewähren. Der Gottesgedanke bleibt dieser erfahrenen Wirklichkeit gegenüber hypothetisch.
Da Gott nicht empirisch feststellbar ist, ist die Wissenschaft von Gott nur möglich, wenn Gott in anderen Gegenständen der Erfahrung mitgegeben ist. Intersubjektive Geltung hat die religiöse Erfahrung nur in ihrer Relevanz für das Welt- und Selbstverständnis des Menschen.
Gott ist verstehbar als die alles umfassende Wirklichkeit. Die Theologie befragt die Totalität der (empirisch gegebenen) Wirklichkeit auf die letztlich bestimmende Wirklichkeit hin. Dies geschieht nicht mehr wie in der Tradition der Neuzeit, wonach Gott als erste Ursache der Welt gesehen wird, sondern der Zugang zum Gottesgedanken führt über das Selbstverständnis des Menschen.
Die Wirklichkeit Gottes zeigt sich (im Gegensatz zum Gott der Philosophen) in der Geschichte. Gott zeigt sich in der Weise, wie die Wirklichkeit im Ganzen geschichtlich erfahren wird. Dies drückt sich in den einzelnen Religionen aus, da sich dort ein Verständnis der Wirklichkeit als Ganzes zeigt. In den Religionen wird (meist an besonderen historischen Ereignissen) die Selbstbekundung Gottes thematisch. Dies muss keineswegs auf die großen Religionen beschränkt bleiben. Da Religion allerdings intersubjektiv gültige Wahrheit schaffen will, hat eine rein individuelle religiöse Erfahrung keine umfassende theologische Relevanz.
Die Besonderheit der theologischen Untersuchung ist die Frage nach der religiösen Intention einer religiösen Überlieferung in den einzelnen Religionen und ihrer Geschichte. Dies wird in den Einzelwissenschaften (auch in der Religionswissenschaft) weggelassen.

### Gott als Gegenstand der Theologie bei Sauter
Laut Gerhard Sauter kann man über Gott nicht gegenständlich reden, sondern nur zu und mit Gott reden. Dabei kann man analoges Reden von Gott nicht vermeiden, muss aber beachten, dass dies nicht uneingeschränkt möglich ist.
Das Reden von Gott gibt dem Reden über die Welt eine Ordnung, da von der Welt als Gottes Schöpfung geredet wird. Theologie stellt somit kein System von Wissen dar, das die Wirklichkeit abbildet, sondern redet in ihren Aussagen über die Welt auf Gott hin.
Da Gott nicht empirisch beobachtbar ist, muss auf andere Weise über ihn geredet werden als über andere Dinge. Das Reden von Gott ist Sauter zufolge unabgegolten, zukunftsträchtig und hoffnungsvoll und nicht absolut, sondern kontingent. Da Sätze über Gott Hypothesen sind, sind sie überprüfbar. Diese Überprüfbarkeit ist nicht im empiristischen Sinne zu verstehen: Eine Aussage ist nicht nur dann wahr, wenn sie empirisch überprüft werden kann, sondern auch wenn sie begründet werden kann. Dies wird dem holistischen Charakter eines Theorienkomplexes bzw. Paradigmas gerecht, in dem nicht jede Einzelaussage empirisch überprüfbar sein muss, solange das Gesamtsystem mit der Wahrnehmung übereinstimmt. Dies ist auch die Hauptaussage der Duhem-Quine-These.

## Theologische Urteilsbildung und Begründung

### Theologisches Urteilen bei Pannenberg
Für Pannenberg sind die Behauptungen einer Religion Hypothesen, in der sich überlieferte Behauptungen an der gegenwärtigen Erfahrung bewähren müssen. Auch wenn eine Religion Offenbarungen für sich beansprucht, sind diese von Menschen überliefert und müssen auf Verlässlichkeit und Wahrheit geprüft werden.
Die Theologie der Religionen prüft religiöse Überlieferungen am Maßstab ihres eigenen Verständnisses der göttlichen Wirklichkeit. Dies ist nicht auf die christliche Überlieferung beschränkt, sondern die Überlieferungen des Christentums sind nur ein Spezialfall.
Eine theologische Aussage ist eine Hypothese über die Wahrheit von Ausprägungen des religiösen Bewusstseins. Indem Überlieferung und Gegenwärtigkeit aufeinander bezogen werden, kommt der Theologe zur Interpretation und Kritik damaliger und heutiger Sichtweisen. Überlieferte religiöse Aussagen bewähren sich dann, wenn sie den Sinnzusammenhang aller Wirklichkeitserfahrung besser erschließen als andere. Diese Bewährung erfolgt am Leben der einzelnen Menschen.
Eine Hypothese ist dann nicht bewährt, wenn
1. sie nicht in der Überlieferung impliziert ist.
2. es keinen Bezug zur Wirklichkeit gibt.
3. es keinen Erfahrungsbereich gibt.
4. andere Hypothesen bessere Erklärungen liefern.

Pannenberg steht dem kritischen Rationalismus nahe, da Bewährung und Falsifikation für ihn eine große Rolle spielen. Im Gegensatz zu Karl Popper und Hans Albert überprüft er theologische Aussagen  allerdings nicht wie naturwissenschaftliche Aussagen an einzelnen Sinnesdaten, sondern am Welt- und Selbstverständnis des Menschen.

### Theologisches Urteilen bei Sauter
Sauter sieht die Theologie nicht als Wissenschaft, die auf Problemlösungsverhalten beschränkt ist. Die theologische Arbeit führt vielmehr zu Sinnkonstitution und Sinnvermittlung. Die Sinnfrage angesichts totaler Fraglichkeit ist grundlegend für theologische Probleme.
Dabei gerät die Theologie in einen Zwiespalt von Totalität und Einmaligkeit, da kontingente Situationen mit einem allumfassenden Sinnhorizont vereinbart werden sollen. Der Theologe kann daher nur begrenzte Aussagen machen: Seine Totalbegriffe (wie „Gott“) sind zur Explikation der Theologie notwendig, können die Wirklichkeit aber nicht adäquat beschreiben.
Obwohl Theologie alle Sprechakte des Glaubens mit einschließt, muss sie sich vergegenständlichen und wird dadurch auf die Sprachhandlung der Aussage beschränkt. Theologie ist auch Sprachkritik, sie muss sich um eine klare Sprache bemühen und den Sinn und die Bedeutung ihres theologischen Vokabulars transparent machen können.
Das Gegenstandfeld der Theologie ist die Geschichte. Dies darf jedoch nicht verabsolutiert werden: Reden von Gott ist zwar auch in der Geschichte möglich, man darf Gott aber nicht mit der Geschichte gleichsetzen. Die Theologie muss also nicht nur über das geschichtliche Wirken Gottes zu reden versuchen, sondern auch über die Gegenwärtigkeit Gottes.
Der Fortschritt in der Theologie wird nicht durch das Problemlösen erreicht, sondern durch das Verstehen ihrer Zeit und durch Anpassung oder bewusste Unangepasstheit an den Zeitgeist. Dieses Vorgehen fällt unter das Schlagwort challenge and response. Die Theologie soll ihre Traditionen vermitteln, ohne sie nur zu rezitieren. Der Erkenntnisgewinn erfolgt im Ausgleich zwischen Tradition und Gegenwart.
Theologische Aussagen können gewonnen werden, indem autoritative Texte aus Überlieferungen daraufhin befragt werden, welche verbindlichen Aussagen sie enthalten. Dies kann allerdings nicht naiv übernommen werden: Theologische Aussagen sind nur formulierbar, wenn sie auch überprüfbar sind. Sie müssen in den Begründungszusammenhang der Theologie gehören und aus ihm abgeleitet werden können.
Sauter differenziert zwischen Entdeckungs- und Begründungszusammenhang. Die Gewinnung theologischer Aussagen (beispielsweise durch Rückgriff auf die Geschichte) darf nicht mit ihrer Begründung verwechselt werden.
Die Begründung einer theologischen Aussage muss nicht auf empirische Verifizierbarkeit beschränkt sein. Für Sauter spielt die Kirche eine große Rolle für die Begründung, da sie eine kommunikative Instanz ist, die einen Konsens herstellt. Die Frage nach der Wahrheit kommt im Prozess der Dialogführung zum Austrag. Hierbei werden Dialogregeln aufgestellt, die beispielsweise kanonische Texte festlegen und Interpretationsregeln ausarbeiten. Anstelle eines metaphysischen Systems tritt somit die kommunikative Wahrheitsfindung.
Sauter steht der Diskurstheorie nahe, die auch von Jürgen Habermas und Karl-Otto Apel vertreten wird. Daher gelten für ihn die generellen Einwände gegen die Diskurstheorie: Ein christlicher Konsens, der festlegt, dass Gott sich im Alten Testament und Neuen Testament  und insbesondere in der Person Jesu Christi zeigt, kann nur aufgrund intersubjektiver Übereinstimmung keineswegs für die Wahrheit dieser Aussage garantieren. Indem Sauter sich sehr weit von empirischer Überprüfbarkeit entfernt, kann er den Bezug von durch Konsens gewonnenen Aussagen und Wirklichkeit nicht mehr ohne weiteres herstellen. Dies wird vor allem daran deutlich, dass verschiedene Kommunikationsgemeinschaften zu unvereinbaren Konsensen kommen können.

## Kritik der Theologie durch die frühe Wissenschaftstheorie
Fragen und Konzepte zur Funktionsweise der Wissenschaften existieren bereits seit der Antike. Die systematische Wissenschaftstheorie entwickelte sich aber vor allem in der Tradition des Logischen Empirismus des Wiener Kreises in den 20er und 30er Jahren des 20. Jahrhunderts und in der Folge des Neukantianismus. Dem von Moritz Schlick gegründeten Wiener Kreis gehörten Philosophen, Mathematiker und Naturwissenschaftler wie Rudolf Carnap und Otto Neurath an. Sie waren vor allem an der modernen Mathematik und den exakten Wissenschaften orientiert. Einen großen Einfluss auf den Wiener Kreis übte das Frühwerk Wittgensteins, der Tractatus Logico-Philosophicus aus.
Der frühe Logische Empirismus ging streng von den Sinnesdaten als Gegebenem aus. Jeder sinnvolle Satz musste sich an Sinnesdaten überprüfen lassen. „Der Sinn eines Satzes ist die Methode seiner Verifikation“ ist das berühmte Sinnkriterium des Wiener Kreises geworden. Da Aussagen, die Begriffe wie Gott enthalten, nicht unmittelbar verifizierbar sind, haben solche keinen kognitiven Sinn. Religionen haben aus Sicht des Logischen Empirismus deswegen keinen kognitiven Sinn und können nicht in einem rationalen System behandelt werden, können aber sehr wohl einen emotiven Sinn haben. Sie können, ähnlich wie die Kunst, ein Lebensgefühl ausdrücken. Metaphysik allerdings – im Wortgebrauch der logischen Empiristen ein Gebiet, das religiöse (emotive) Aussagen fälschlicherweise so behandelt, als wären es kognitive Aussagen – lehnte der logische Empirismus als aus Scheinproblemen bestehend ab. Ein ähnliches Problem ergab sich im Blick auf die Ethik, weil sie offenbar auf Werte Bezug nehmen muss, die aber keine Sinnesdaten in der Welt darstellen.
Für die Theologie gibt es zwei Auswege: Entweder sie redet nicht mehr von Gott und macht sich damit gegenstandslos, oder sie bestreitet die mit dem Verifikationskriterium einhergehende Bedeutungstheorie.
Kritik an dem Verifikationskriterium wurde bereits innerhalb des logischen Empirismus geäußert, beispielsweise von Reichenbach. Die bekannteste Bestreitung des Verifikationskriteriums stammt von Karl Popper. Mit dem Lehrbuchbeispiel „Alle Schwäne sind weiß“ zeigte er, dass All-Sätze in einem unendlichen Universum nie vollständig verifiziert werden können. Anstelle des Verifikationskriteriums setzte er daher das Falsifikationskriterium. Sein Falsifikationskriterium ist nicht direkt mit einer Bedeutungstheorie verbunden. Metaphysische Sätze – in Poppers Diktion Sätze, die nicht falsifizierbar sind – sind zwar nicht empirisch, können aber unter Umständen doch kritisierbar und damit rational behandelbar sein.
Ein weiteres Problem des Verifikationskriteriums ist mit dem Vorhandensein unbeobachtbarer Entitäten verbunden, was sich in den sogenannten Theoretischen Termen in naturwissenschaftlichen Theorien bemerkbar macht. Schon Atome seien nicht direkt beobachtbar, bei Quarks, Neutrinos oder anderen subatomaren Teilchen sei auch ein indirekter Nachweis schwierig. Theoretische Entitäten werden nicht aufgrund von Beobachtungen in eine Theorie integriert, sondern zum Beispiel durch den Schluss auf die beste Erklärung. Dieser abduktive Schluss postuliert zu einer Beobachtung eine hypothetische Ursache derart, dass die Ursache die Beobachtung erklären kann und keine wahrscheinlichere Hypothese erkennbar ist. Dies ist allerdings kein allgemeingültiger Schluss. Der Lichtäther und das Phlogiston sind zwei Beispiele, in dem diese Schlussart in den exakten Wissenschaften später durch Experimente widerlegt wurde.
Der Logische Empirismus reagierte auf diese Kritik mit einem modifizierten Kriterium, das statt auf Verifikation auf den allgemeineren Begriffen „Prüfbarkeit“ und „Bestätigbarkeit“ beruht. Theoretische Terme sind zulässig, solange sie empirische Prognoserelevanz haben. Dieses Kriterium ist normativ, wird also von den logischen Empiristen nicht logisch, sondern aus Zweckmäßigkeit begründet. Außerdem grenzt es nur Empirisches von Nicht-Empirischem ab, markiert also nicht mehr unbedingt die Grenze des rational Behandelbaren. Daher gilt der Einwand des Logischen Empirismus nicht mehr uneingeschränkt, wonach über Gott aufgrund seiner Unbeobachtbarkeit nicht rational gesprochen werden kann.
Eine andere Antwort war die Trennung von Geistes- und Naturwissenschaften und Orientierung an Hermeneutik, Historismus oder Konsens. Eine solche Spaltung ist aber sehr umstritten, auch wenn das Ideal einer Einheitswissenschaft, was beispielsweise im Logischen Empirismus angestrebt wurde, ebenfalls kritisiert wird. Die meisten Konzeptionen zur Wissenschaftstheorie stehen allerdings in der Tradition der analytischen Philosophie, die eine generelle Spaltung der Geistes- und Naturwissenschaften ablehnt und den Aussagecharakter der Wissenschaft betont.

## Antirealistische Theologie
In der gegenwärtigen Wissenschaftstheorie spielt die Debatte um Realismus und Antirealismus in der Wissenschaft eine große Rolle. Insbesondere sind die Fragen umstritten, ob Naturgesetze wahr sind und ihre postulierten Objekte auf real existierende Entitäten referieren.
Der bekannteste antirealistische Wissenschaftstheoretiker ist Bas van Fraassen. Seiner Meinung nach ist das Ziel der Wissenschaften nicht Wahrheit, sondern empirische Adäquatheit. Eine Theorie ist demnach wissenschaftlich haltbar, wenn sie mit den Sinnesdaten übereinstimmt. Dies vermeidet zwei Probleme des wissenschaftlichen Realismus: Erstens verhält es sich unbeobachtbaren Entitäten gegenüber agnostisch und vermeidet damit irrtümliche Existenzaussagen wie bei Äther und Phlogiston. Zweitens zollt es der Unterdeterminiertheit von Theorien Tribut: Da mehrere Theorien empirisch adäquat sein können und sich gegenseitig widersprechen, muss der Realist weitere, nicht ohne weiteres motivierbare Kriterien einführen, um die eine Theorie als wahr und die andere als falsch auszuzeichnen. Dies kann der Antirealist vermeiden. Für ihn ist eine Koexistenz rivalisierender Paradigmen möglich.
Eine antirealistische Interpretation der Theologie kann das Problem der konfessionellen Theologien vermeiden und Theologie auch radikalem Atheismus gegenüber wissenschaftlich akzeptabel sein lassen.
Eine bestimmte Religion ist genau dann ein theologisches Paradigma, sofern es dem Kriterium der empirischen Adäquatheit genügen kann. Dies muss sich am Selbst- und Weltverständnis des Menschen bewähren. Verschiedene Konfessionen haben dabei den Status rivalisierender Paradigmen. Im Unterschied zu einer realistischen Interpretation muss jedoch keine Konfession vor einer anderen ausgezeichnet werden, sondern in Bezug auf ihren Wahrheitsgehalt verhält sich der Theologe agnostisch. Ein christlicher Theologe zeichnet sich lediglich dadurch aus, dass er am wissenschaftlichen Forschungsprogramm des christlichen Paradigmas mitwirkt.
In antirealistischen Wissenschaftskonzeptionen kann die Wahrheitsfrage in der Wissenschaft somit ausgeklammert werden, sodass diese erst im existentiellen Selbstverständnis des einzelnen Menschen in Erscheinung tritt. Insofern spricht man dann nicht von Wahrheit, sondern von Rechtfertigungsmöglichkeiten. Davon unbenommen ist der persönliche Glaubensakt. Ein Atheist wiederum kann alle Aussagen über Gott dahingehend verwerfen, dass ihnen kein Referenzobjekt entspricht. Die empirische Relevanz von Konfessionen und Religionen ist davon unbetroffen. Agnostiker wiederum enthalten sich eines abschließenden Urteils darüber, ob ein Gott ist oder nicht. Der persönliche Glaube ist unter diesen Voraussetzungen unterschieden vom objektiv wissenschaftlichen Vorgehen des Theologen.

### Aufsätze
- Edmund Arens: Zur Struktur theologischer Wahrheit. Überlegungen aus wahrheitstheoretischer, biblischer und fundamentaltheologischer Sicht. In: Zeitschrift für katholische Theologie, Bd. 112 (1990), S. 1–17, ISSN 0044-2895.
- Ingolf U. Dalferth, Philipp Stoellger: Wahrheit, Glaube und Theologie. Zur theologischen Rezeption zeitgenössischer wahrheitstheoretischer Diskussionen. In: Theologische Rundschau, Bd. 66 (2001), S. 36–102, ISSN 0040-5698.
- Willem B. Drees: Theology and science. Which theology? which science? In: Henri A. Krop (Hrsg.): Post-Theism. Reframing the Judeo-Christian tradition. Peeters, Leuven 2000, ISBN 90-429-0853-X, S. 289–300 (Festschrift für Hendrik J. Adriaanse).
- Bernd Irlenborn: Epistemische Bedingtheit und assertorische Absolutheit. Zum Problem von Wahrheit und Geschichte in der Theologie. In: Jahrbuch für Religionsphilosophie, Jg. 3 (2004), S. 27–44, ISSN 1619-9588.
- Jeff Koons: Science and Theism. Concord, not Conflict. In: Paul Copan, Paul K. Moser (Hrsg.): The Rationality of Theism. Routledge, London 2003, ISBN 0-415-26331-X.
- Klaus Müller: Letzte Gedanken und erste Gründe. Scharniere theologischer Epistemologie (PDF; 116 kB). In: Zentrum für Wissenschaftstheorie, 2007.
- Saskia Wendel: Die Rationalität der Rede von Gott. Thesen zur Legitimation der Theologie als Wissenschaft. In: Stimmen der Zeit, Bd. 220 (2002), S. 254–262, ISSN 0039-1492.
- Michael Schramm: Wahrheitssuche jenseits „geoffenbarter“ Gewissheiten. Zur wissenschaftlichen Qualität von Theologie und theologischer Ausbildung. In: ET-Studies, Bd. 3/2 (2012), S. 273–291.

### Monographien
- Bernhard Casper, Klaus Hemmerle, Peter Hünermann: Theologie als Wissenschaft. Methodische Zugänge. (Quaestiones disputatae; Bd. 45). Herder, Freiburg/B. 1970.
- Ingolf U. Dalferth: Religiöse Rede von Gott. Studien zur Analytischen Religionsphilosophie und Theologie. (Beiträge zur evangelischen Theologie; Bd. 87). Verlag C. Kaiser, München 1981, ISBN 3-459-01298-6 (zugl. Dissertation, Universität Tübingen 1977).
- Ingolf U. Dalferth (Hrsg.): Sprachlogik des Glaubens. Texte analytischer Religionsphilosophie und Theologie zur religiösen Sprache. (Beiträge zur evangelischen Theologie; Bd. 66). Verlag C. Kaiser, München 1984, ISBN 3-459-00987-X.
- Hans-Peter Großhans: Theologischer Realismus. Ein sprachphilosophischer Beitrag zu einer theologischen Sprachlehre. (Hermeneutische Untersuchungen zur Theologie; Bd. 34). Mohr, Tübingen 1996, ISBN 3-16-146591-1 (zugl. Dissertation, Universität Tübingen 1934).
- Kurt Hübner: Glaube und Denken. Tübingen 2001.
- Ulrich Köpf: Die Anfänge der theologischen Wissenschaftstheorie im 13. Jahrhundert. (Beiträge zur historischen Theologie; Bd. 49). Mohr, Tübingen 1974, ISBN 3-16-136072-9.
- Andreas Kubik, Michael-Murrmann-Kahl (Hrsg.): Die Unübersichtlichkeit des theologischen Studiums heute. Eine Debatte im Horizont von Schleiermachers theologischer Enzyklopädie, Frankfurt a. M. 2013.
- Franz von Kutschera: Die großen Fragen. Philosophisch-theologische Gedanken. DeGruyter, Berlin 2000, ISBN 3-11-016833-2.
- Wolfhart Pannenberg: Wissenschaftstheorie und Theologie. NeuAuflage. Suhrkamp, Frankfurt/M. 1987, ISBN 3-518-28276-X (Nachdr. d. Auflage. Frankfurt/M. 1973).
- Helmut Peukert: Wissenschaftstheorie, Handlungstheorie, Fundamentale Theologie. 3. Auflage mit einem neuen Nachwort. Suhrkamp, Frankfurt/M. 2009, ISBN 978-3-518-27831-4 (zugl. Dissertation, Universität Münster 1976).
- Joseph Kardinal Ratzinger: Theologische Prinzipienlehre. Bausteine zur Fundamentaltheologie. 2. Auflage. Wewel, München 1982, ISBN 3-87904-080-X.
- Gerhard Sauter u. a.: Wissenschaftstheoretische Kritik der Theologie. Die Theologie und die neuere wissenschaftstheoretische Diskussion; Materialien, Analysen, Entwürfe. Verlag C. Kaiser, München 1973, ISBN 3-459-00603-X.
- Richard Schaeffler: Glaubensreflexion und Wissenschaftslehre. Thesen zur Wissenschaftstheorie und Wissenschaftsgeschichte der Theologie (Quaestiones disputatae; Bd. 82). Herder, Freiburg/B. 1980, ISBN 3-451-02082-3.
- Thomas Schärtl: Theo-Grammatik. Zur Logik der Rede vom trinitarischen Gott (Ratio Fidei; Bd. 18). Pustet Verlag, Regensburg 2003, ISBN 3-7917-1838-X (zugl. Dissertation, Universität Tübingen 2001).
- Thomas Schärtl: Wahrheit und Gewissheit. Zur Eigenart des religiösen Glaubens (Topos-plus-Taschenbücher; Bd. 526). Pustet, Regensburg 2004, ISBN 3-7867-8526-0.
- Leo Scheffczyk: Die Theologie und die Wissenschaften. Pattloch, Aschaffenburg 1979, ISBN 3-557-91157-8.
- Walter Kern, Hermann J. Pottmeyer, Max Seckler (Hrsg.): Handbuch der Fundamentaltheologie. Band 4: Traktat theologische Erkenntnislehre. Mit Schlußteil „Reflexion auf Fundamentaltheologie“. 2. verb. und akt. Auflage. Francke, Tübingen 2000, ISBN 3-8252-8173-6.
- Gottlieb Söhngen: Die Einheit in der Theologie. Gesammelte Abhandlungen, Aufsätze, Vorträge. Zink, München 1952.
- Gottlieb Söhngen: Philosophische Einübung in die Theologie. Erkennen, Wissen, Glauben. 2., durchges. Auflage. Alber, Freiburg/B. 1964.